# Vignoble de la côte de Nuits

Les vignobles de la côte de Nuits et de son arrière-côte.

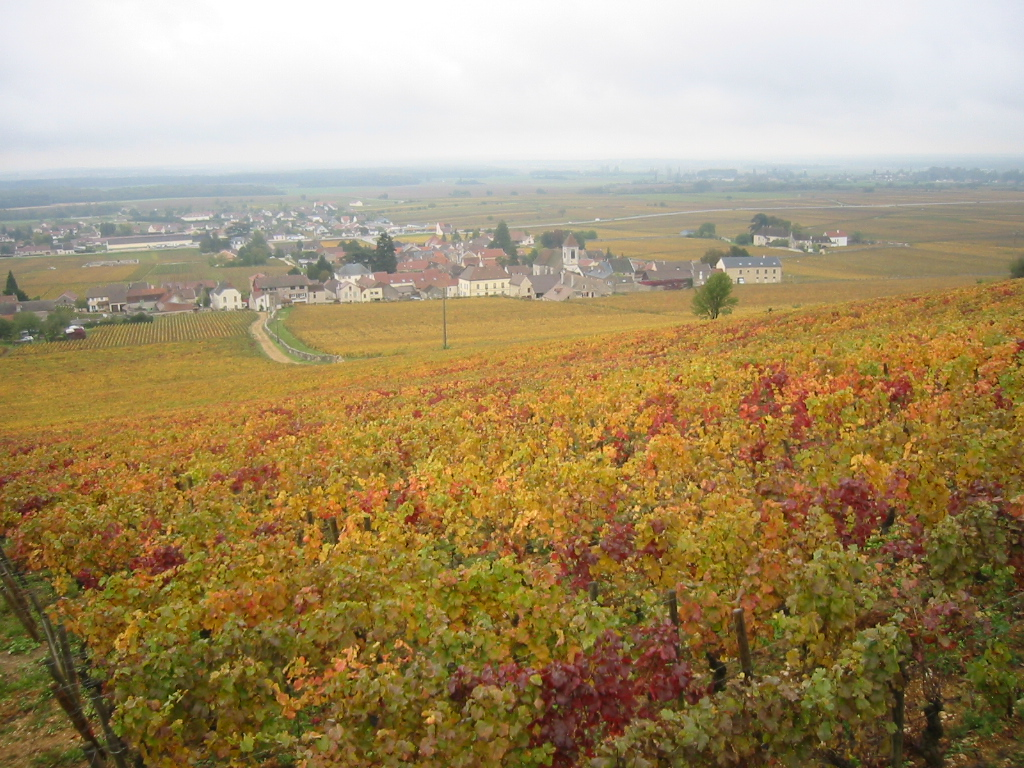
La côte à hauteur de Morey-Saint-Denis (octobre 2006).

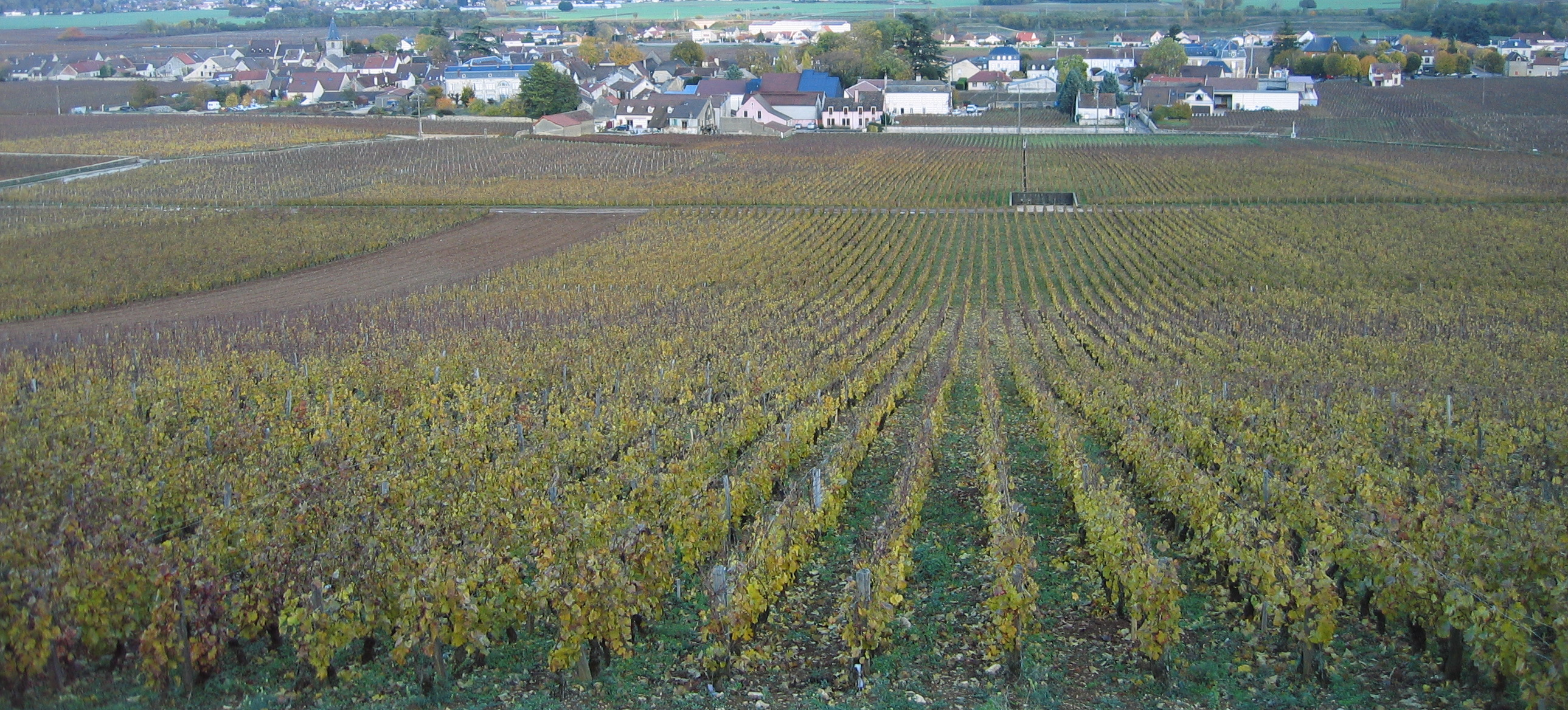
Le climat de La Tâche à Vosne-Romanée (octobre 2009).

Le vignoble de la côte de Nuits est une zone étroite qui se situe dans le département de la Côte-d'Or, au nord et au sud de la ville de Nuits-Saint-Georges, allant de Dijon au nord jusqu'à Corgoloin au sud (les auteurs anciens la faisaient commencer seulement à Fixin, mettant les communes plus septentrionales au sein de la côte dijonnaise).
Il s'agit d'une des subdivisions du vignoble de Bourgogne (avec la Basse-Bourgogne, la côte de Beaune, la côte chalonnaise et le Mâconnais). C'est une des parties les plus prestigieuses, formant la côte d'Or avec la côte de Beaune, et inscrit au patrimoine mondial dans les « climats du vignoble de Bourgogne ». Nettement orientée à l'est, coupée de combes abruptes, la côte de Nuits dispose ses quelques 1 500 hectares sur une longueur d'environ 20 kilomètres et une largeur qui, dépassant rarement 800 mètres, se réduit parfois à 200 ou 300 mètres. 
Les côtes-de-nuits désignent par extension les différents vins produits le long de cette côte. Les vignobles de la côte de Nuits sont dominés par les vins rouges, issus de pinot noir, la côte de Beaune au sud produisant beaucoup plus de vins blancs. Les vins rouges de la côte de Nuits sont considérés parmi les meilleurs « pinots noirs » du monde.

## Appellations
Seize communes viticoles occupent les pentes de la côte de Nuits, le long de la route des Grands Crus sur 37 kilomètres, chacune avec ses propres appellations en plus de celles propres à tout le vignoble bourguignon (bourgogne, coteaux-bourguignons, bourgogne-passe-tout-grains, bourgogne aligoté, bourgogne-mousseux et crémant de Bourgogne) ou à la côte d'Or (bourgogne côte-d'or). Ce sont, du nord au sud, les communes suivantes (ne sont pas indiqués les trop nombreux premiers crus) :
- Dijon (appellation bourgogne montrecul) ;
- Chenôve (appellations bourgogne le chapitre et marsannay) ;
- Marsannay-la-Côte (appellation marsannay) ;
- Couchey (appellation marsannay) ;
- Fixin (appellations côte-de-nuits-villages et fixin) ;
- Brochon (appellations côte-de-nuits-villages, fixin et gevrey-chambertin) ;
- Gevrey-Chambertin (appellations gevrey-chambertin, ruchottes-chambertin, mazis-chambertin, chambertin-clos-de-bèze, chapelle-chambertin, chambertin, charmes-chambertin, griotte-chambertin, latricières-chambertin et mazoyères-chambertin) ;
- Morey-Saint-Denis (appellations morey-saint-denis, clos-de-la-roche, clos-saint-denis, clos-des-lambrays, clos-de-tart et bonnes-mares) ;
- Chambolle-Musigny (appellations chambolle-musigny, bonnes-mares et musigny) ;
- Vougeot (appellations vougeot et clos-de-vougeot) ;
- Flagey-Echézeaux (appellations vosne-romanée, échezeaux et grands-échezeaux) ;
- Vosne-Romanée (appellations vosne-romanée, richebourg, la-romanée, romanée-conti, romanée-saint-vivant, la-grande-rue et la-tâche) ;
- Nuits-Saint-Georges (appellation nuits-saint-georges) ;
- Premeaux-Prissey (appellations côte-de-nuits-villages et nuits-saint-georges) ;
- Comblanchien (appellation côte-de-nuits-villages) ;
- Corgoloin (appellation côte-de-nuits-villages).

S'y rajoutent les communes de l'aire d'appellation bourgogne hautes-côtes-de-nuits (une dénomination géographique au sein de l'appellation bourgogne), notamment celles sur l'arrière-côte de Nuits :
- communes entières : Arcenant, Bévy, Chaux, Chevannes, Collonges-lès-Bévy, Curtil-Vergy, L'Étang-Vergy, Marey-lès-Fussey, Messanges, Meuilley, Reulle-Vergy, Segrois, Villars-Fontaine et Villers-la-Faye ;
- communes prises en partie : Chambolle-Musigny, Flagey-Echézeaux, Magny-lès-Villers, Nuits-Saint-Georges, Premeaux-Prissey et Vosne-Romanée[3].

## Géographie

### Géologie
La côte de Nuits a pour origine l'effondrement de la plaine de la Saône : elle en marque la limite occidentale, le long d'un réseau de failles de direction sud-sud-ouest nord-nord-est.
Cette bordure en forme de cuesta est composée de plusieurs couches datant du Mésozoïque, ancienne ère secondaire, (principalement Jurassique), tandis que la plaine est composée de sédiments de l'ère Cénozoïque (anciennes « ères » tertiaire et quaternaire).
Il y a deux ondulations, l'anticlinal de Gevrey et le synclinal de Volnay, ce qui fait que les couches géologiques de la côte de Nuits s'enfoncent lentement en allant vers le sud. On a, du haut de la Côte vers le bas, successivement :
- calcaires du Bathonien moyen oolithiques blancs, dits « pierre de Comblanchien » (forme le sommet de la Côte) ;
- calcaires du Bathonien inférieur, dits « pierre de Premeaux » (la Romanée-Conti, le Richebourg et La Tâche) ;
- marnes du Bajocien supérieur à Ostrea acuminata (huîtres fossilisées, sur lesquels poussent le fixin et le gevrey-chambertin) ;
- calcaires du Bajocien à entroques (le Chambertin, le clos de Bèze et le haut du clos de Vougeot) ;
- marnes et argiles du Toarcien (le soubassement à hauteur de Gevrey-Chambertin).

La côte a une échancrure profonde, la vallée du Meuzin à Nuits-Saint-Georges, et deux vallées sèches, la combe Lavaux à Gevrey-Chambertin et la combe de Chambolle-Musigny, chacune avec un cône de déjection. La côte de Nuits forme donc une bande plutôt régulière du nord au sud, en raison de la dureté de la pierre de Comblanchien, qui forme son sommet.
Les sols sur lesquels sont plantées les vignes sont composés d'éboulis provenant des calcaires du haut de la côte, de limons rouges déposés aux époques glaciaires, de roches provenant de l'altération des couches sous-jacentes (naturellement ou lors des défoncements) et de la terre remontée par les humains.

### Climatologie
Le climat bourguignon est un climat tempéré océanique à légère tendance continentale. L'influence océanique se traduit par des pluies fréquentes en toutes saisons (avec néanmoins un maximum en automne et un minimum en été) et un temps changeant. L'influence semi-continentale se traduit par une amplitude thermique mensuelle plutôt élevée, se caractérisant par des hivers froids avec des chutes de neige relativement fréquentes, et des étés plus chauds que sur les littoraux, avec à l'occasion de violents orages. Les données climatiques de la station météorologique d'Ouges (l'aéroport de Dijon-Bourgogne, anciennement Dijon-Longvic, 47° 16′ 04″ N, 5° 05′ 18″ E) ci-dessous en rendent compte, mais cette station se situe en plaine.
En raison de l'actuel réchauffement climatique, les vendanges sont souvent plus précoces de quelques jours (le débourrement, la floraison et la véraison de la vigne se faisant plus tôt).
| Mois                              | jan. | fév. | mars  | avril | mai   | juin  | jui.  | août  | sep.  | oct.  | nov. | déc. | année   |
| --------------------------------- | ---- | ---- | ----- | ----- | ----- | ----- | ----- | ----- | ----- | ----- | ---- | ---- | ------- |
| Température minimale moyenne (°C) | −1   | 0,1  | 2,2   | 5     | 8,7   | 12    | 14,1  | 13,7  | 10,9  | 7,2   | 2,5  | −0,2 | 6,3     |
| Température moyenne (°C)          | 1,6  | 3,6  | 6,5   | 9,8   | 13,7  | 17,2  | 19,7  | 19,1  | 16,1  | 11,3  | 5,6  | 2,3  | 10,5    |
| Température maximale moyenne (°C) | 4,2  | 7    | 10,9  | 14,7  | 18,7  | 22,4  | 25,3  | 24,5  | 21,3  | 15,5  | 8,6  | 4,8  | 14,8    |
| Nombre de jours avec gel          | 17,3 | 13,4 | 9,8   | 1,9   | 0,1   | 0     | 0     | 0     | 0     | 0,6   | 8,3  | 16,1 | 67,5    |
| Ensoleillement (h)                | 53,1 | 88,4 | 140,3 | 177,8 | 204,5 | 234,9 | 266,3 | 229,4 | 193,7 | 121,4 | 67,7 | 53,8 | 1 831,3 |
| Précipitations (mm)               | 59,2 | 52,5 | 52,8  | 52,2  | 86,3  | 62,4  | 51    | 65,4  | 66,6  | 57,2  | 64,2 | 62   | 731,8   |

| Mois                              | jan. | fév. | mars  | avril | mai   | juin  | jui.  | août  | sep.  | oct. | nov. | déc. | année   |
| --------------------------------- | ---- | ---- | ----- | ----- | ----- | ----- | ----- | ----- | ----- | ---- | ---- | ---- | ------- |
| Température minimale moyenne (°C) | −0,2 | 0    | 2,6   | 5,2   | 9,2   | 12,8  | 14,9  | 14,6  | 11    | 7,6  | 3,3  | 0,7  | 6,8     |
| Température moyenne (°C)          | 2,7  | 3,8  | 7,5   | 10,7  | 14,6  | 18,5  | 20,8  | 20,4  | 16,4  | 11,8 | 6,5  | 3,4  | 11,4    |
| Température maximale moyenne (°C) | 5,6  | 7,6  | 12,5  | 16,2  | 20    | 24,2  | 26,7  | 26,2  | 21,7  | 16,1 | 9,7  | 6,1  | 16,1    |
| Nombre de jours avec gel          | 16   | 14,6 | 7,7   | 2,1   | 0     | 0     | 0     | 0     | 0     | 1,1  | 6,5  | 13,6 | 61,6    |
| Ensoleillement (h)                | 60,8 | 95,1 | 159,8 | 193,7 | 215,5 | 240,3 | 256,9 | 239,7 | 190,9 | 118  | 66,5 | 52,9 | 1 890,1 |
| Précipitations (mm)               | 56,8 | 42,9 | 48,2  | 57,5  | 76,1  | 65,8  | 64,9  | 62    | 56,4  | 73,6 | 77,6 | 61,6 | 742,4   |

| Diagramme climatique                                  |          |             |             |           |              |              |            |            |             |            |            |
| J                                                     | F        | M           | A           | M         | J            | J            | A          | S          | O           | N          | D          |
| 5,6−0,256,8                                           | 7,6042,9 | 12,52,648,2 | 16,25,257,5 | 209,276,1 | 24,212,865,8 | 26,714,964,9 | 26,214,662 | 21,71156,4 | 16,17,673,6 | 9,73,377,6 | 6,10,761,6 |
| Moyennes : • Temp. maxi et mini °C • Précipitation mm |          |             |             |           |              |              |            |            |             |            |            |